# Cinnyris sovimanga abbotti
El suimanga de Abbott (Cinnyris sovimanga abbotti) es una subespecie de ave paseriforme en la familia Nectariniidae; algunos autores la trataron como  especie plena.

## Distribución y hábitat
Es endémica del grupo de Aldabra (Seychelles), en el océano Índico.